# School of Rock: Music from and Inspired by the Motion Picture
School of Rock: Music from and Inspired by the Motion Picture è la colonna sonora dell'omonimo film interpretato da Jack Black. Fu pubblicata il 30 settembre 2003. Il regista Richard Linklater esplorò il paese per trovare musicisti di 13 anni e farli suonare musica rock.
La colonna sonora è stata nominata per il Grammy Awards del 2004 come Best Compilation Soundtrack Album for a Motion Picture, Television or Other Visual Media.

## Tracce
| #   | Titolo                                                  | Artista                            | Durata |
| --- | ------------------------------------------------------- | ---------------------------------- | ------ |
| 1.  | School of Rock                                          | School of Rock                     | 4:14   |
| 2.  | Your Head and Your Mind and Your Brain (dialogo)        | Jack Black                         | 0:36   |
| 3.  | Substitute                                              | The Who                            | 3:47   |
| 4.  | Fight                                                   | No Vacancy                         | 2:35   |
| 5.  | Touch Me                                                | The Doors                          | 3:10   |
| 6.  | I Pledge Allegiance to the Band... (dialogo)            | Jack Black                         | 0:49   |
| 7.  | Sunshine of Your Love                                   | Cream                              | 4:10   |
| 8.  | Immigrant Song                                          | Led Zeppelin                       | 2:23   |
| 9.  | Set You Free                                            | The Black Keys                     | 2:44   |
| 10. | Edge of Seventeen                                       | Stevie Nicks                       | 5:26   |
| 11. | Heal Me, I'm Heartsick                                  | No Vacancy                         | 4:46   |
| 12. | Growing on Me                                           | The Darkness                       | 3:29   |
| 13. | Ballrooms of Mars                                       | T. Rex                             | 4:08   |
| 14. | Those Who Can't Do... (dialogo)                         | Jack Black                         | 0:41   |
| 15. | My Brain Is Hanging Upside Down (Bonzo Goes to Bitburg) | Ramones                            | 3:53   |
| 16. | T.V. Eye                                                | Wylde Ratttz (cover degli Stooges) | 5:22   |
| 17. | It's a Long Way to the Top (If You Wanna Rock 'n' Roll) | School of Rock (cover degli AC/DC) | 5:51   |

## Classifiche
| Classifica                | Posizione |
| ------------------------- | --------- |
| Billboard 200             | 95        |
| Billboard Top Soundtracks | 6         |